# Tanja Larger
Tanja Larger (Bolzano, 14 gennaio 1994) è una hockeista su ghiaccio italiana, attaccante dell'Hockey Club Lakers.
Anche la sorella gemella Beatrix è una giocatrice di hockey su ghiaccio.